# Geometrischer Plan deß ganzen Gemeindbahns von Wollishofen

Plan Wollishofens, 1788

Geometrischer Plan deß ganzen Gemeindbahns von Wollishofen ist die Bezeichnung eines Ortsplanes aus dem Jahr 1788. Der nach Westen ausgerichtete Plan zeigt das Gebiet der damaligen Gemeinde Wollishofen, seit 1893 ein Quartier der Stadt Zürich. Er wird unter der Signatur PLAN Q 349 im Staatsarchiv Zürich aufbewahrt.

## Beschreibung

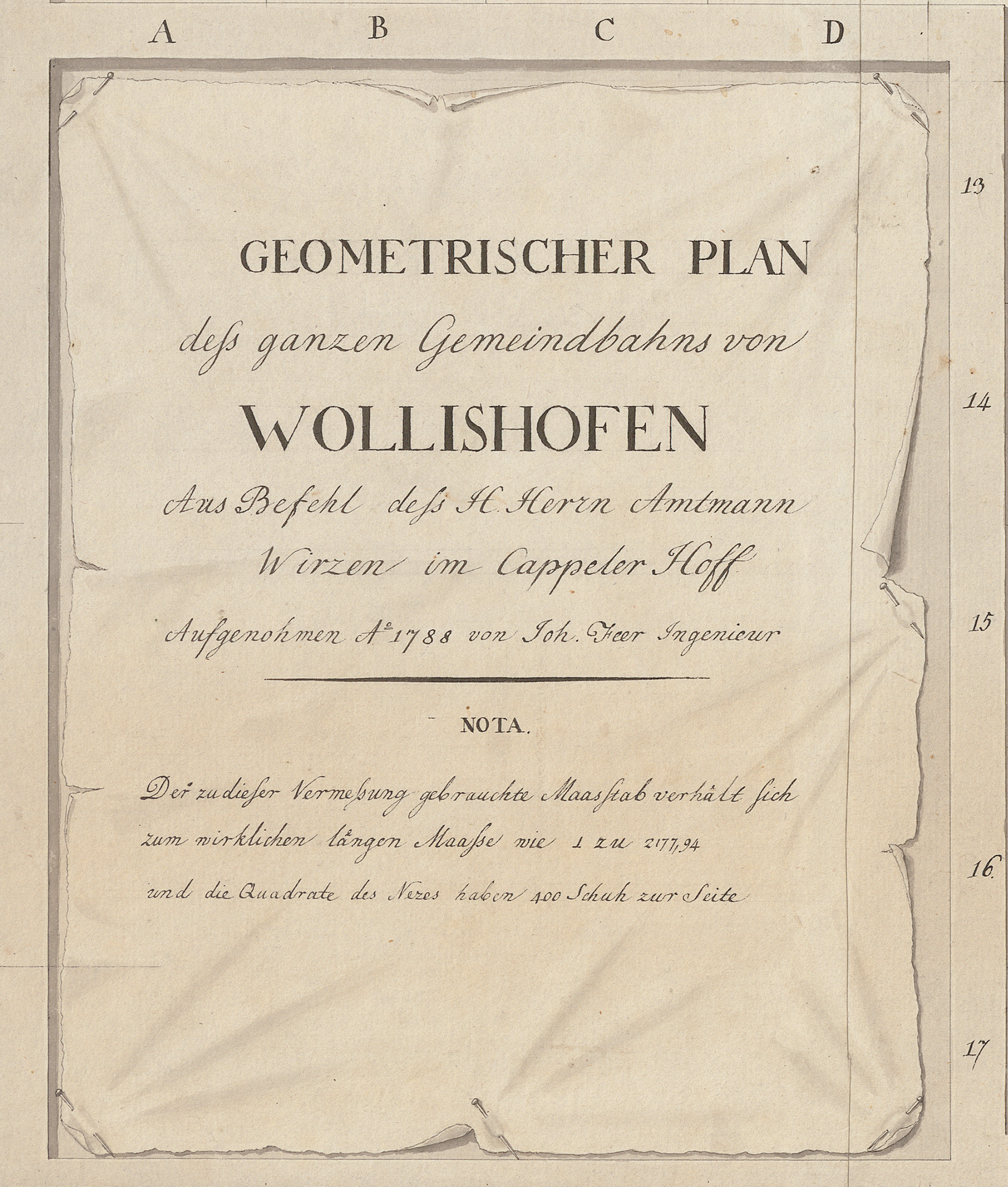
Titel

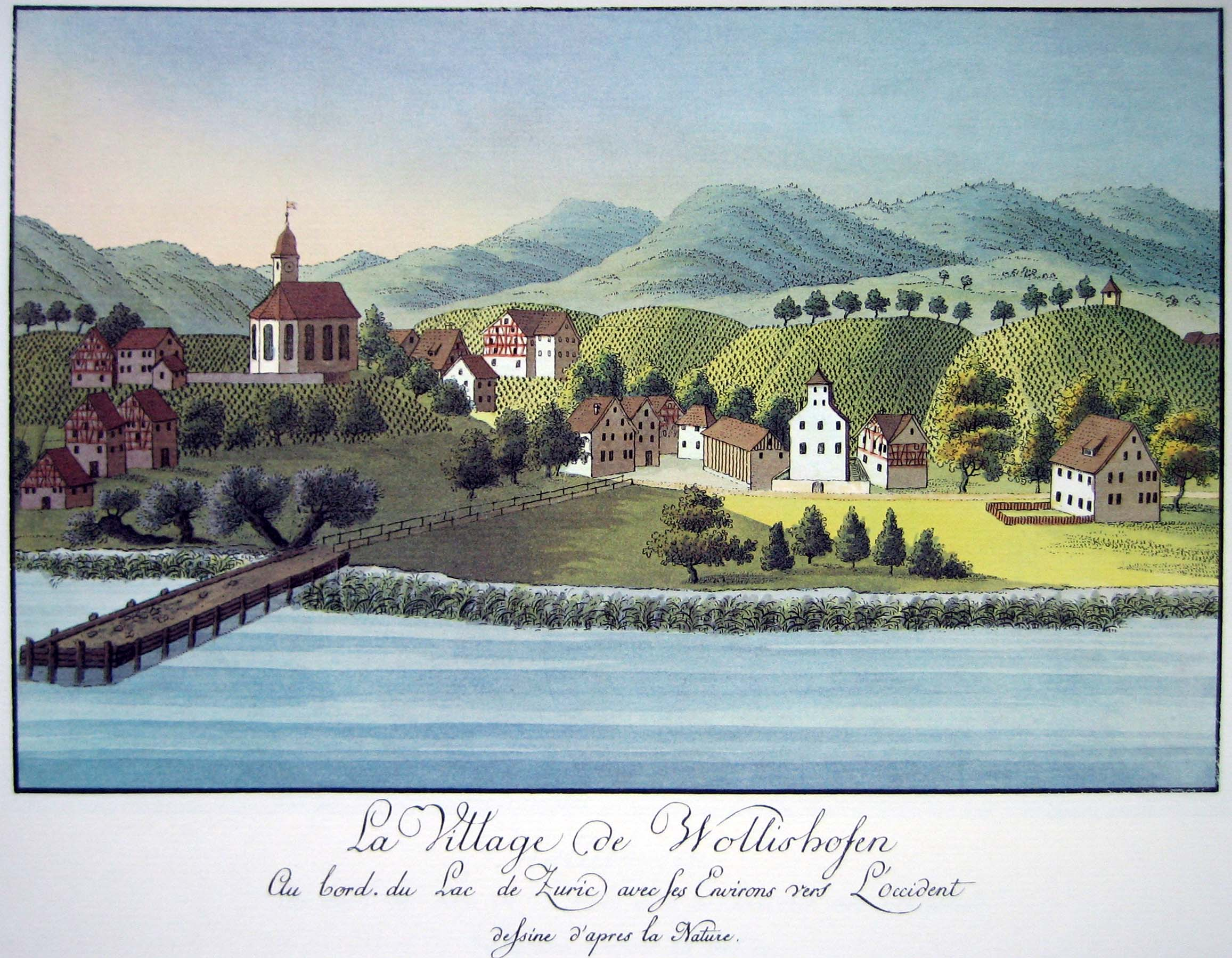
Häusergruppe «Am Bach», heute bei der Post. Darstellung von Heinrich Brupbacher, 1794

Der Plan wurde mit Tinte und Aquarell im Massstab 1:2330 vom Kartographen und Ingenieur Johannes Feer (1763–1823) gezeichnet. Die Originalzeichnung misst 148,5 × 94,0 Zentimeter; eine Kopie davon ist im Ortsmuseum Wollishofen ausgestellt. Auftraggeber war Amtmann Wirz aus dem Amt im Kappelerhof in Zürich. 1789 erstellte Johann Friedrich Meiss eine Kopie davon (PLAN Q 350).

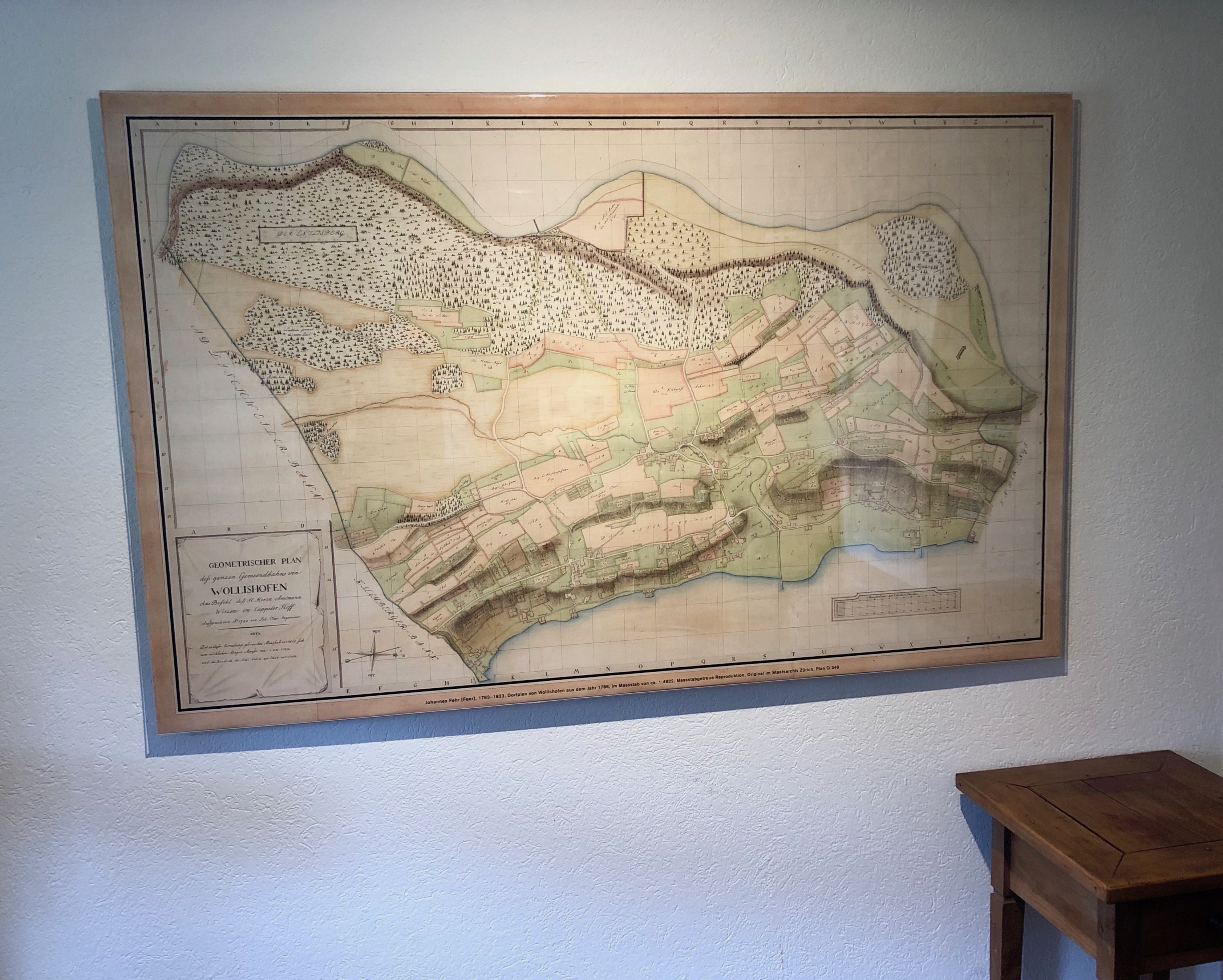
Im Ortsmuseum
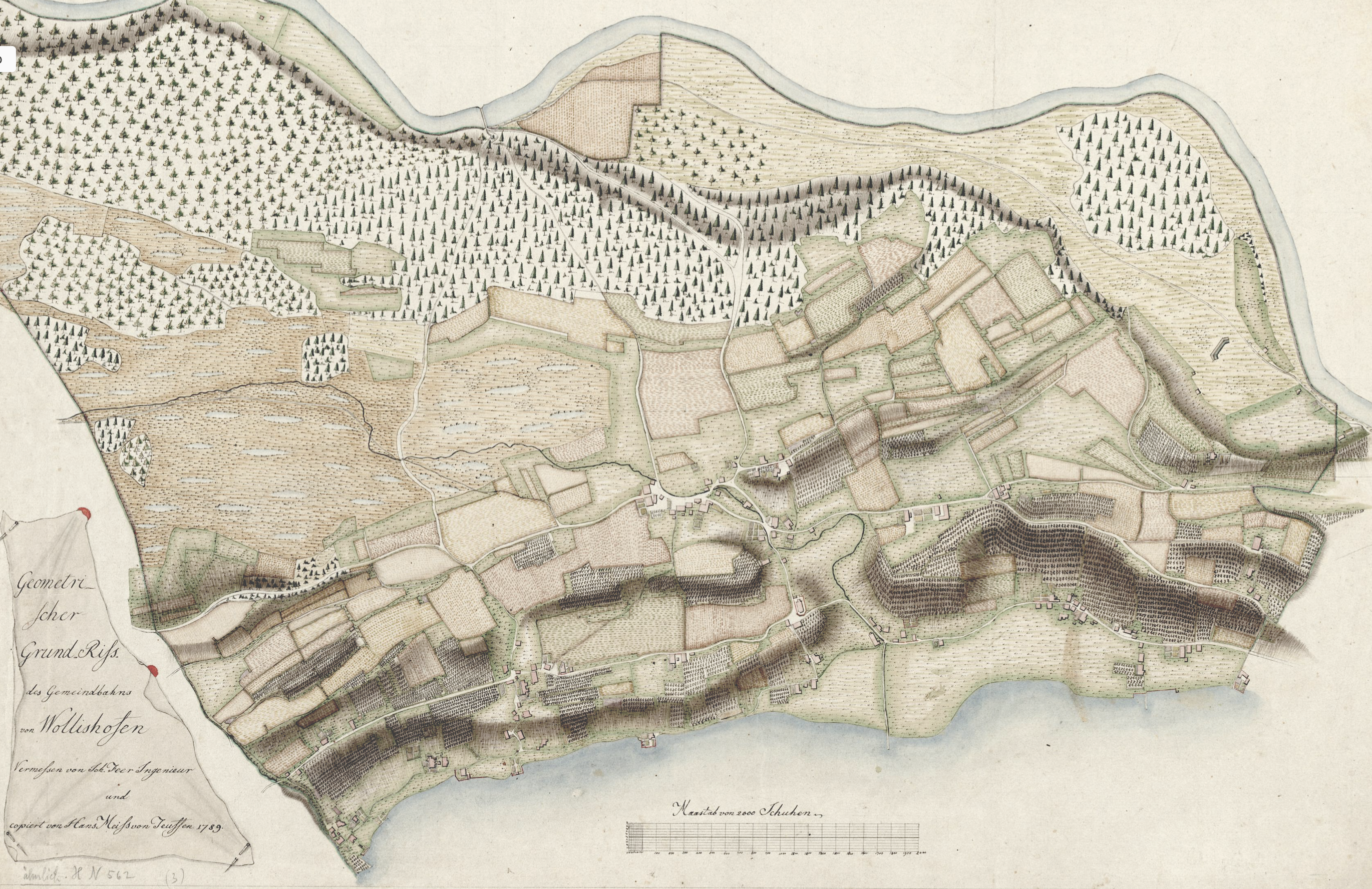
Kopie von Hans Meiss, 1789
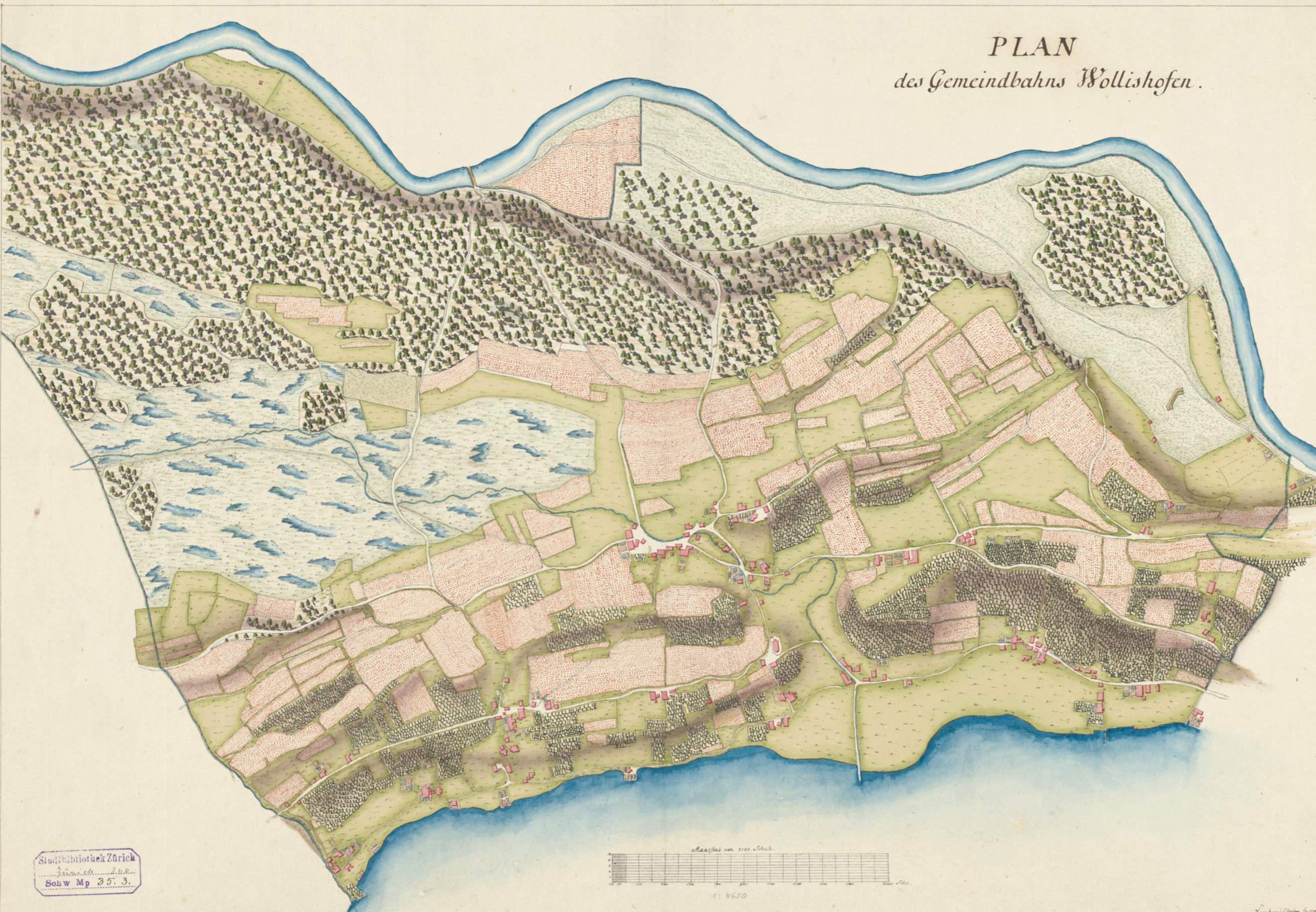
Kopie von Leonhard Ziegler, 1795
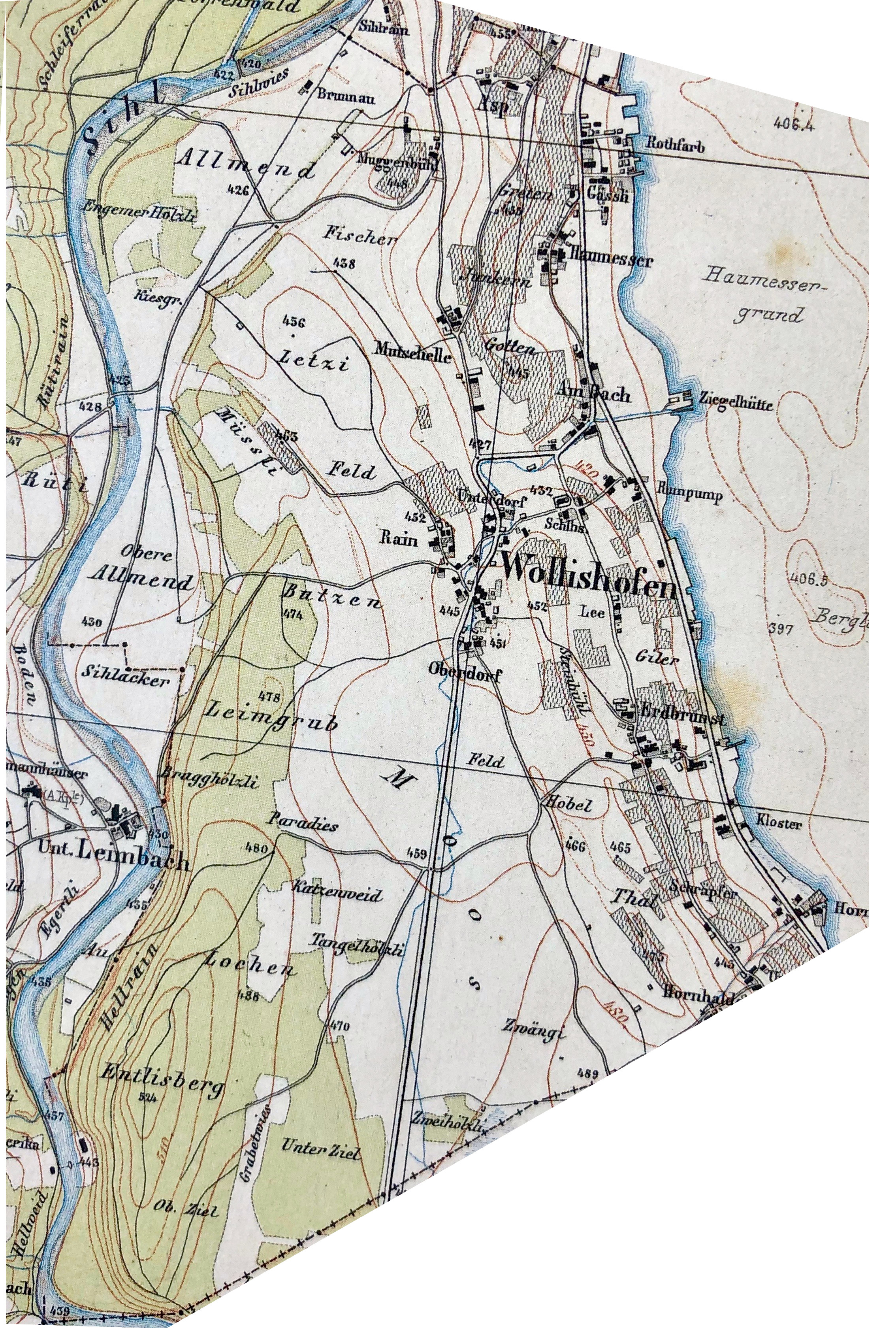
Wild-Karte, ca. 80 Jahre später

## Allgemeines
Pläne dieser Art wurden in der zweiten Hälfte des 18. Jahrhunderts in manchen Gemeinden erstellt. Sie dienten den Behörden als Planungsgrundlage für Bauvorhaben aller Art, Grenzverläufe, Steuerzwecke und anderes.
Das dargestellte Gebiet erstreckt sich im Süden (links) vom Horn an der Grenze zu Kilchberg nach Südwesten an die Sihl und rechts im Norden ungefähr von der «Landiwiese» zur Allmend Brunau an der Sihl, die den Plan nach Westen abschliesst.
Dargestellt sind die drei Dorfkerne Ober- und Unterdorf und Rain sowie die umliegenden Weiler wie Horn, Erdbrust, Am Bach, Haumesser, Mutschellen oder Asp. Eingezeichnet sind Gebäude, Wiesen, Felder und Rebberge.
Die Fotografie aus der Zeit um 1925 zeigt den Ortsteil «Rain» des ehemaligen Dorfes. Blick in die Tannenrauchstrasse über die Albisstrasse in die Alte Landstrasse. Links die Häuser des Unterdorfes. Das Riegelhaus an der Kreuzung steht (ohne Anbau) als eines der wenigen Zeugen des alten Wollishofens heute noch (Haus Albisgrund, Albisstrasse 61).
Zu erkennen ist die grosse Bedeutung des Weinbaus, die Anbaufläche mit Reben betrug über 27 Hektar. Hinzu kamen 74 Hektar Ackerland und 8 Hektar Gartenfläche. Die Trocken- und Feuchtwiesen wurden noch kaum gedüngt. Im Moos gegen Adliswil wurde Torf gestochen und Riedgras geerntet, die Allmend diente vorwiegend als Viehweide.

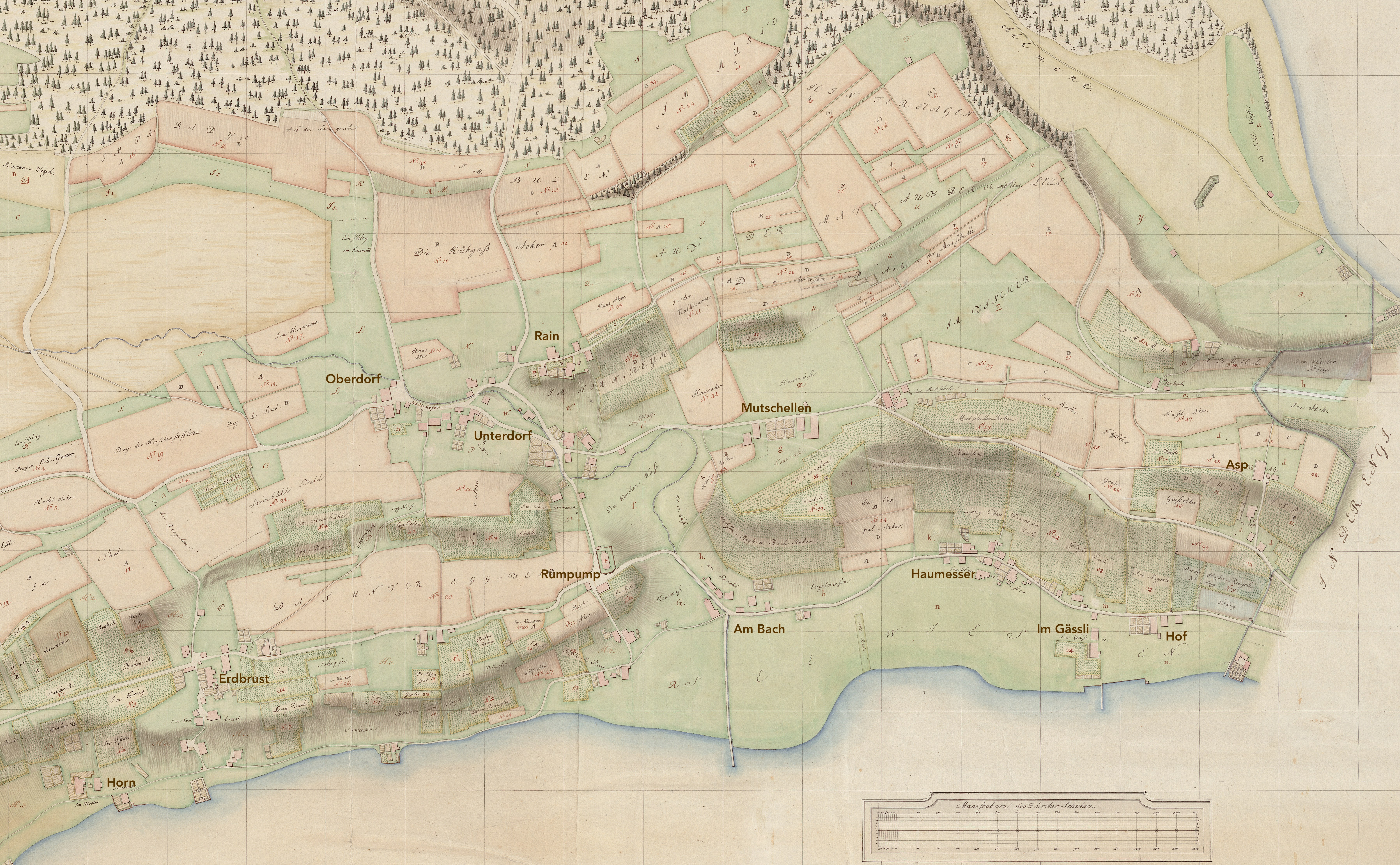
Ortsteile des alten Wollishofens
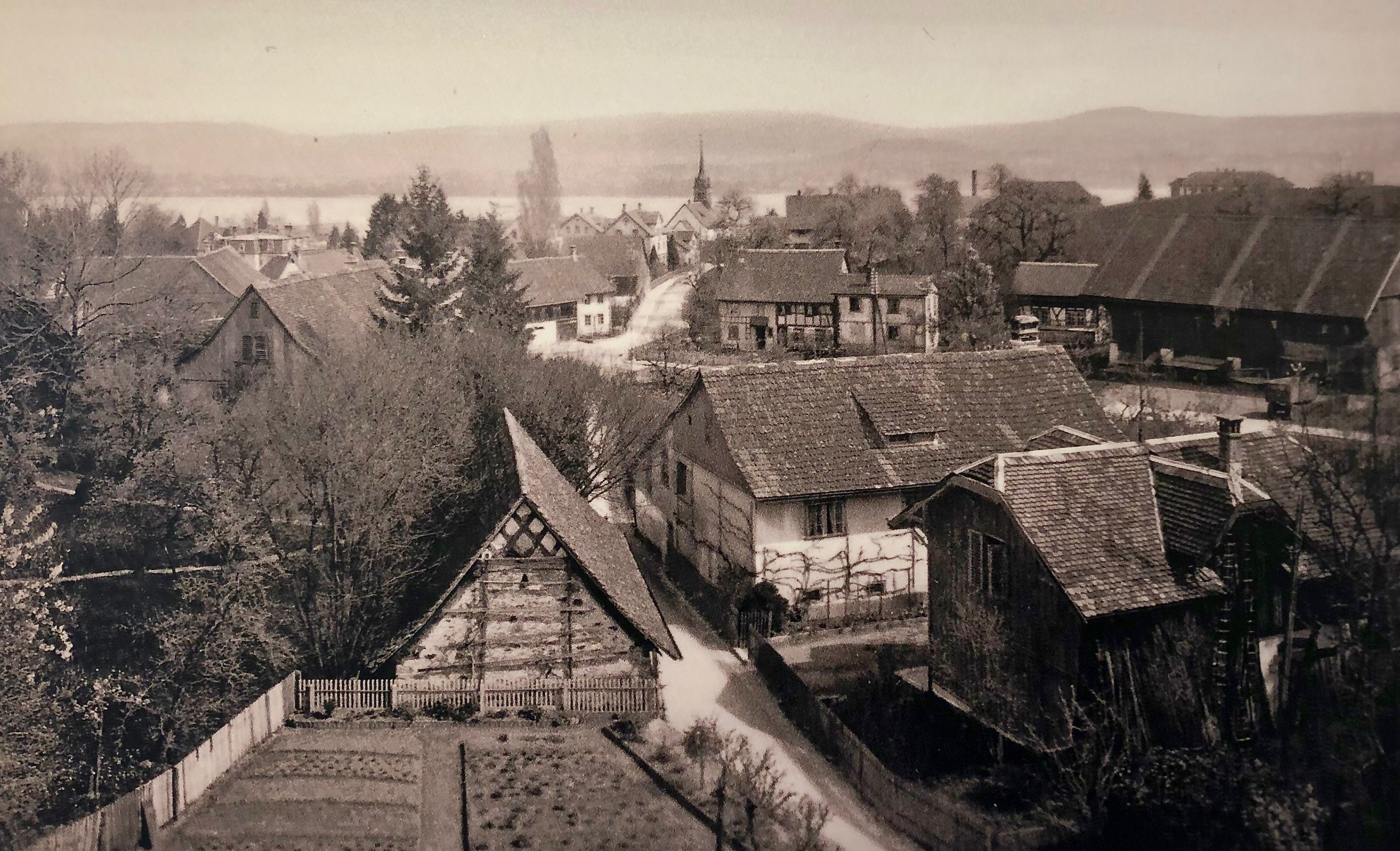
Der Dorfteil «Rain» um 1925
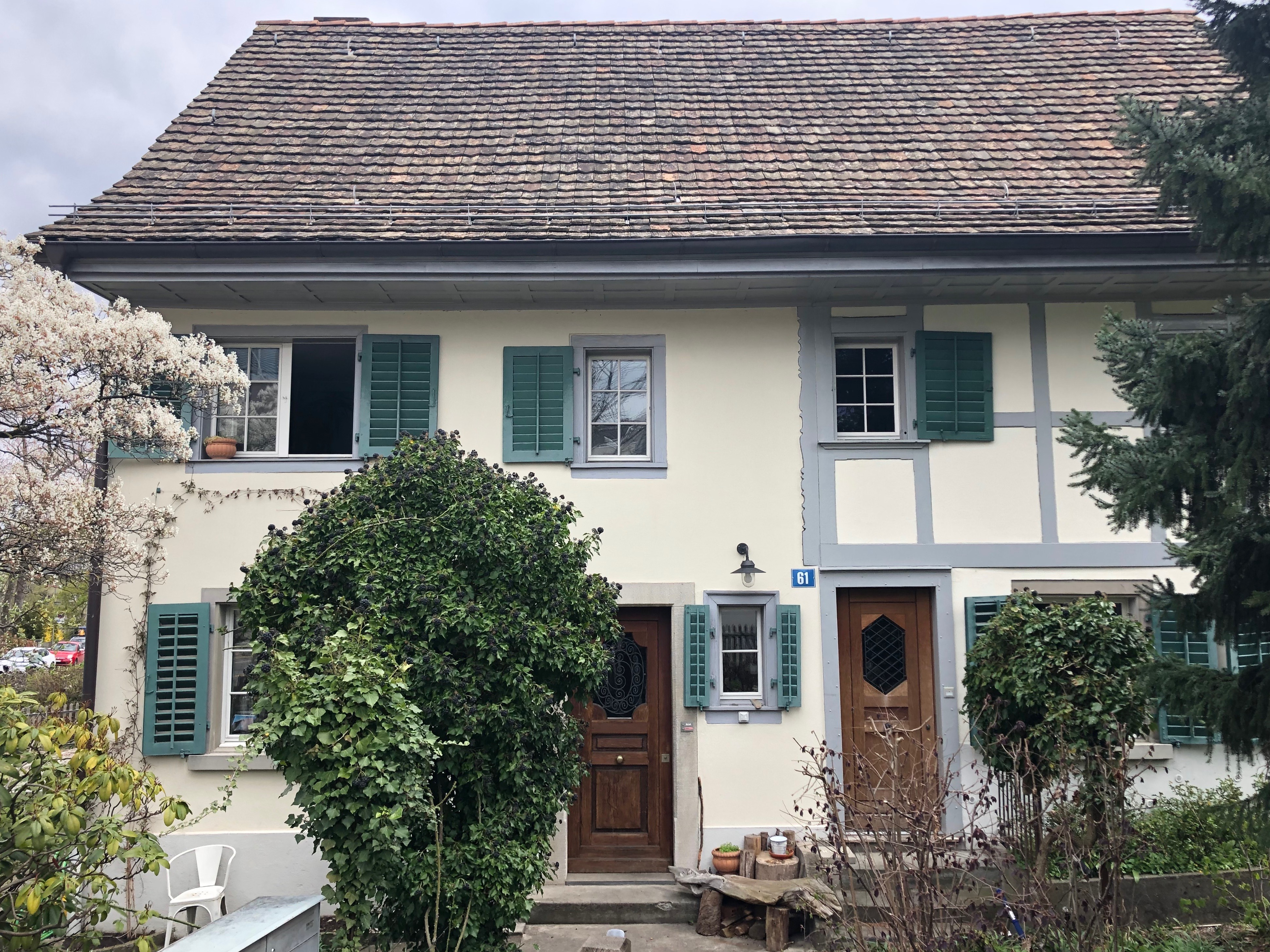
Haus zum Albisgrund
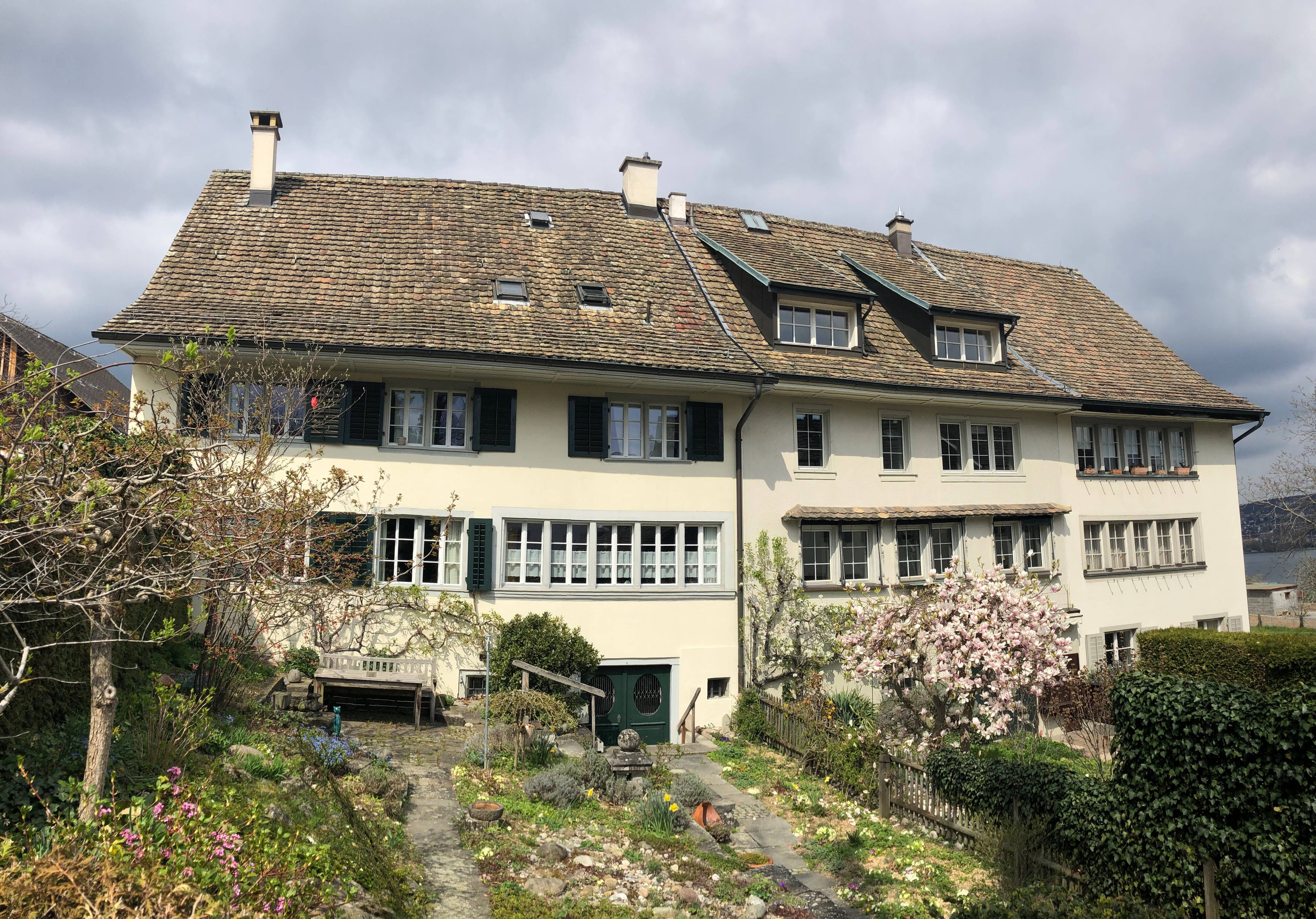
Bauernhäuser…
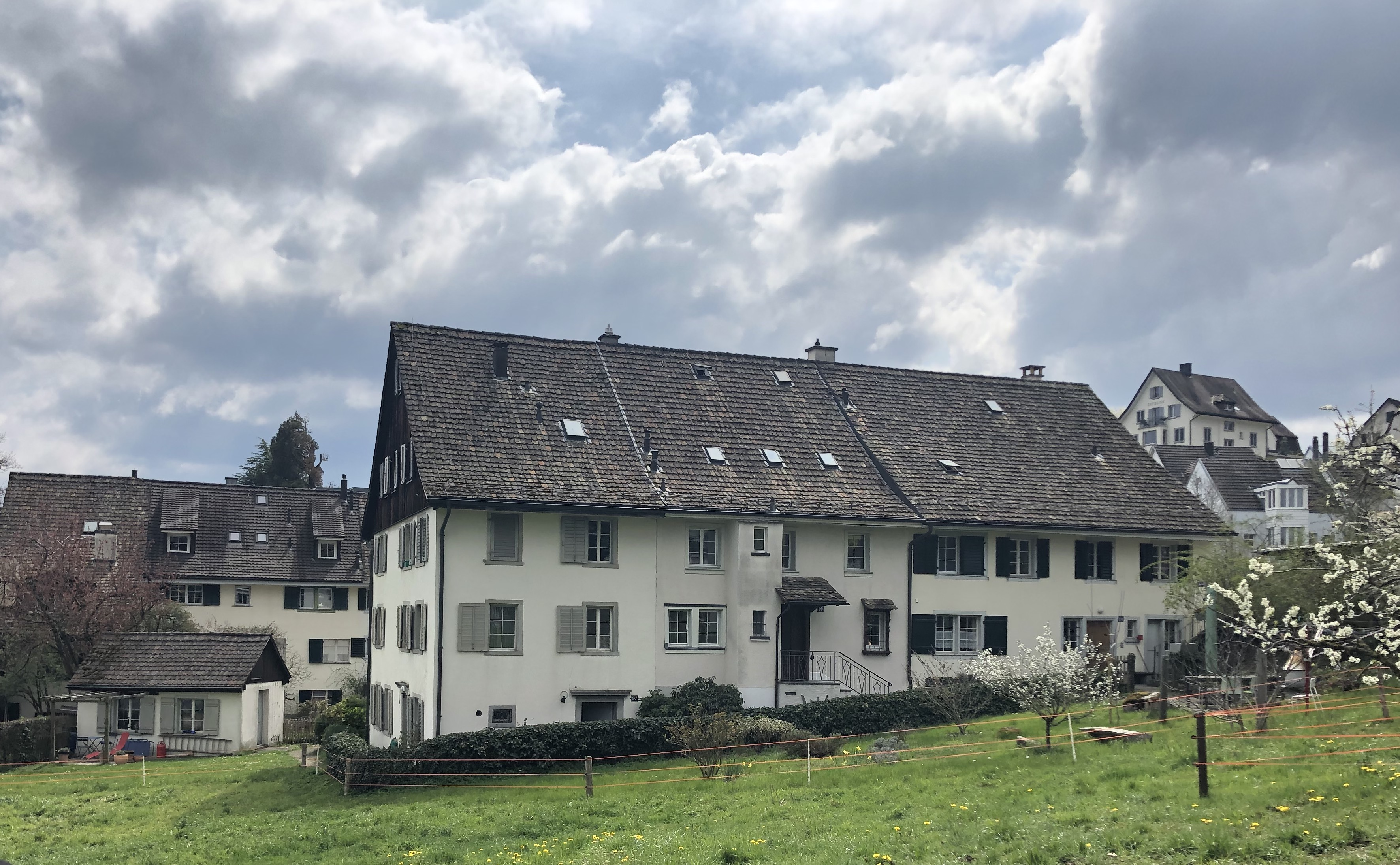
…im Erdbrust

## Strassen

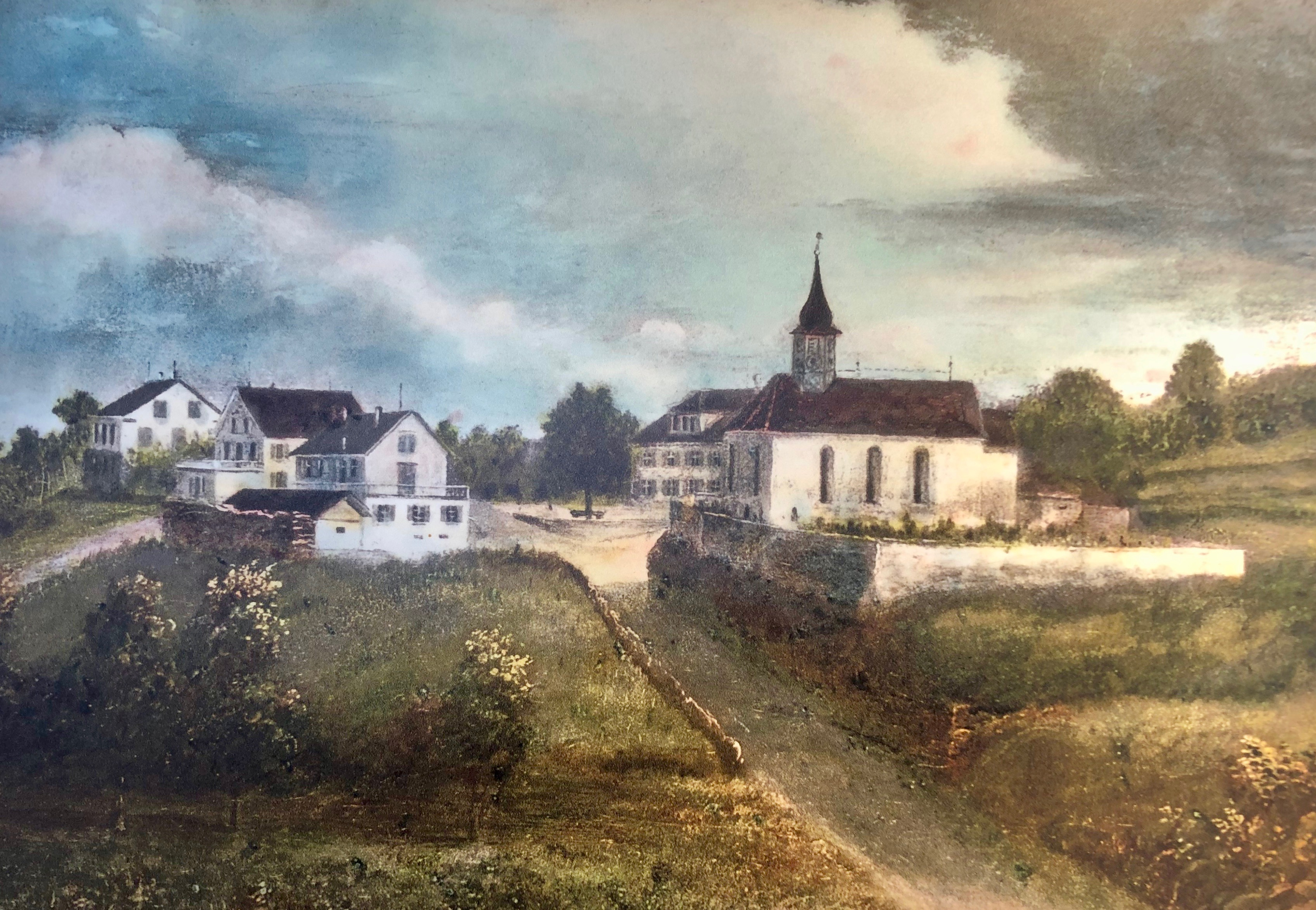
Anstieg durch den Kilchbergsteig zur Alten Kirche

Durch Wollishofen führten damals zwei Hauptstrassen, die sich im Quartier Enge bei der heutigen Tramstation Brunaustrasse trennten. Die obere führte über die Kappeli- und Bellariastrasse über die heutige Mutschellenstrasse zum Morgental, dann zum Unter- und Oberdorf hoch und entlang der Kalchbühl- und Nidelbadstrasse zum Hügelrücken, auf dem heute die Siedlung Neubühl liegt. Dann führte sie hinunter nach Adliswil und weiter über den Albispass Richtung Zug. Das grosse Sumpfgebiet Moos, das sich früher vom Tramdepot im Süden der Endstation bis zum Grüt hinzog, wurde dadurch umgangen. Die Albisstrasse wurde erst 1845 fertiggestellt.
Die untere Hauptstrasse führte durch den Haumesser zur Häusergruppe «Am Bach», wo heute die Post steht. Dort führte sie durch den Kilchbergsteig steil links hinauf zur Alten Kirche und dann weiter im Verlauf der heutigen Kilchbergstrasse nach Süden. Durch das Morgental floss damals ein Bach, der sich vom Moos hinunter durch Ober- und Unterdorf zum See schlängelte, in den er bei der damaligen Ziegelhütte mündete. Direkt dem Seeufer entlang führte nur ein schmaler Pfad, der Pilgerweg. Die Seestrasse wurde 1834 gebaut.

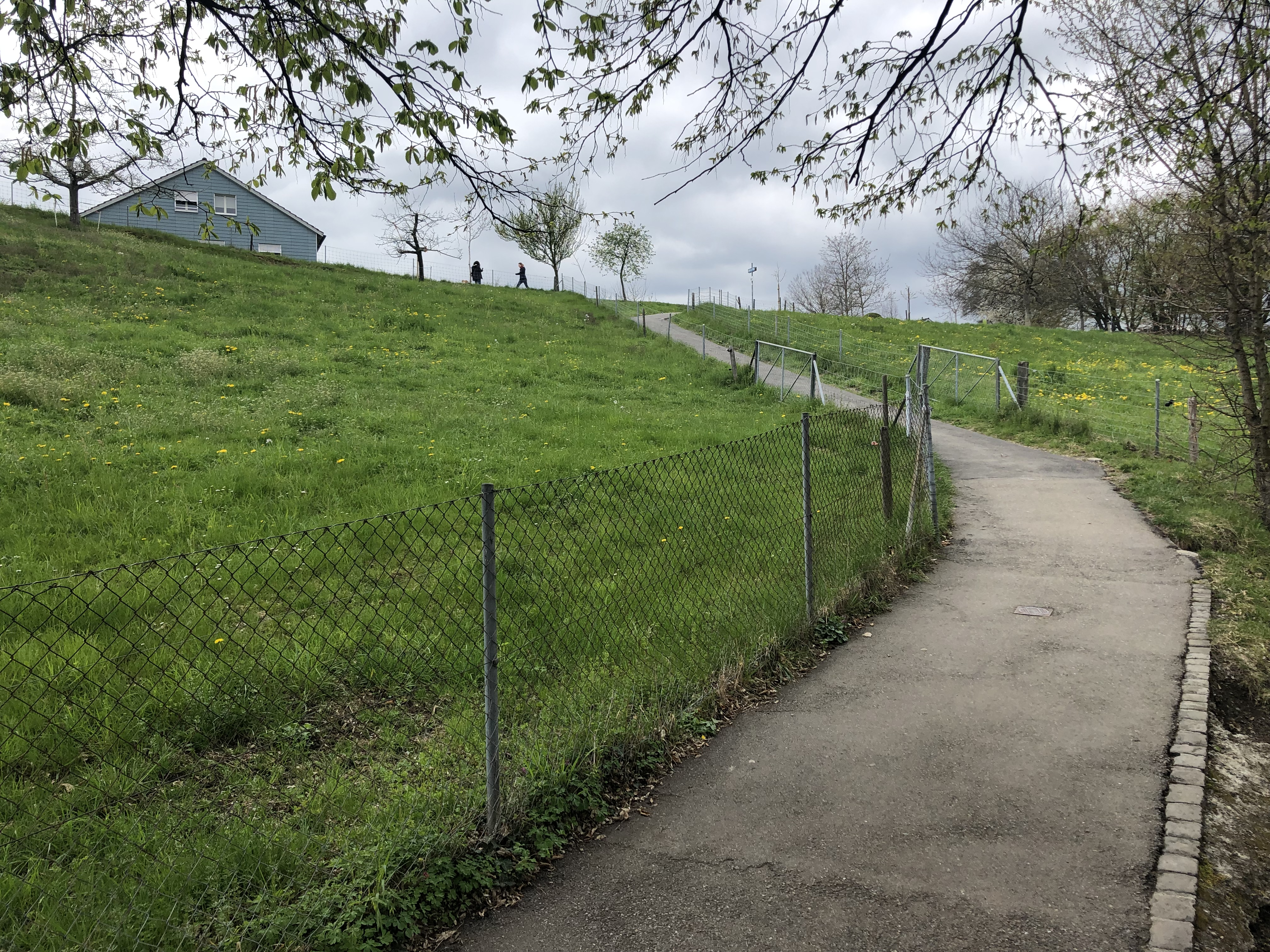
Erdbrustweg

Der Weg ins Sihltal führte über den «Butzen» durch das «Brugghölzli» über eine schmale gedeckte Holzbrücke zum Weiler Unter-Leimbach, der Verlauf ist noch um 1860 auf der Karte von Johannes Wild gut zu erkennen. Ab 1819 fuhr man weiter sihlabwärts über die Höcklerbrücke nach Leimbach, bis dort 1892 die Maneggbrücke gebaut wurde.
Neben der Butzenstrasse und dem Beginn der Kilchbergstrasse bildete die Widmerstrasse eine zweite Ost-West-Verbindung. Sie führte vom Pilgerweg am See steil hinauf zum Weiler Erdbrust, querte die Kalchbühlstrasse und den Bach bei der Albisstrasse und führt hinauf zum «Paradys» am Waldrand – heute die Paradiesstrasse (alle Strassennamen sind die heutigen Bezeichnungen). Den Erdbrustweg, damals die direkte Verbindung zwischen dem Oberdorf und der Häusergruppe Erdbrust, der heute vom Schulhaus Lee auf die Egg führt, gab es schon damals.
Der eigentümliche Name «Erdbrust» bedeutet so viel wie «Erdbruch, vornehmlich an einer Anhöhe»; eine passende Bezeichnung für die Siedlung oberhalb eines steilen Abhanges.

## Flurnamen

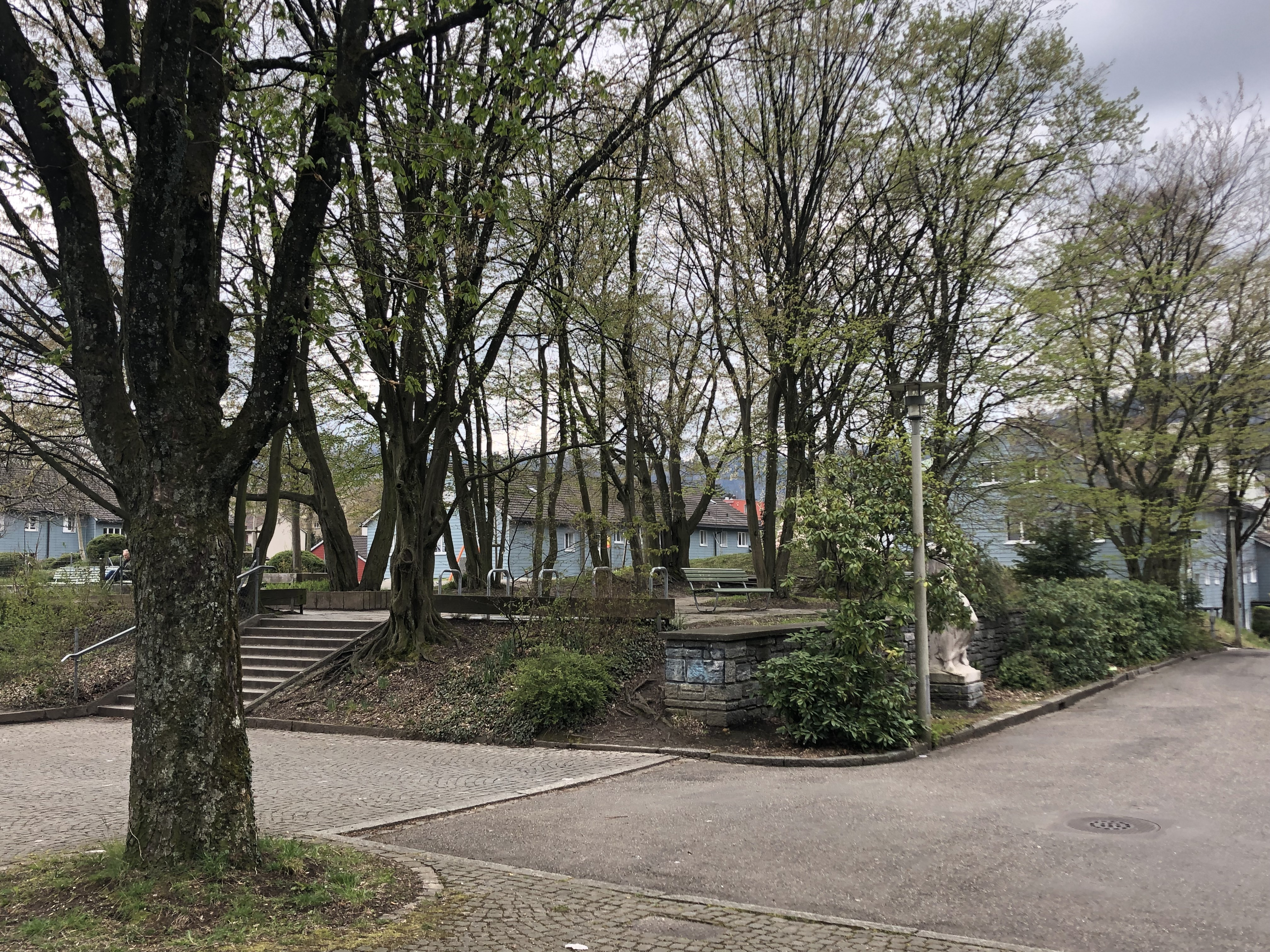
Standort des Galgens

Auf dem Plan eingetragen sind zahlreiche Flurnamen. Manche davon haben sich bis heute als Strassennamen erhalten wie zum Beispiel Bey der Stud (Studackerstrasse), Im Tannenrauch (Tannenrauchstrasse), Im Rum Pump (Rumpumpsteig), Beym Erli Gatter (Erligatterweg), Im Erdbrust (Erdbrustweg), Im Paradys (Paradiesstrasse), In der Zwängi, (Zwängiweg), Im Buzen (Butzenstrasse) oder Das Tangelhölzi (Dangelstrasse). Andere Namen wie Steinbühl, Auf der Laimgrueb, Im Krieg oder Kalklaaren sind verschwunden. An Tiernamen finden sich ein Gaiss-Aker, Hirschstaffleten, die Küegass-Aeker, der Wolfacker, die Kazen- und die Stieren-Weyd. Die oft erscheinende Bezeichnung «Reyh» war damals eine Schreibweise für «Rain», noch heute wird ein solcher im ursprünglichen Zürichdeutsch «Rei» genannt.
Auffallend in diesem Zusammenhang ist der «Galgenreyh» zwischen den Grundstücken 13 und 14, heute beim Parkplatz südlich der Kirche Auf der Egg. Der Galgen stand an prominenter Lage auf der Krete des Moränenhügels «Egg» in Sichtweite des Oberdorfes. Urkundlich belegt ist der Galgen allerdings nicht.